# Sis dies de Mar del Plata
Els Sis dies de Mar del Plata era una cursa de ciclisme en pista, de la modalitat de sis dies, que es corria a Mar del Plata (Argentina). La seva primera i única es va córrer el 1995.

## Palmarès
| Any  | Primers                        | Segons                        | Tercers                 |
| ---- | ------------------------------ | ----------------------------- | ----------------------- |
| 1995 | Gabriel Curuchet Juan Curuchet | Silvio Martinello Marco Villa | Johnny Dauwe Gino Primo |